# Tiptoes
Tiptoes è un film del 2003 diretto da Matthew Bright.

## Trama
Carol è incinta ma il suo fidanzato Steven non vuole tenere il bambino. Quando la ragazza insiste sulla questione scopre che la sua famiglia è da anni affetta da nanismo. Determinata fino all'ultimo a portare avanti la gravidanza, Carol entrerà in un insospettabile e curioso mondo, in cui incontrerà la famiglia di Steven, di cui fa parte il fratello gemello Rolfe, anch'egli affetto da nanismo, e i suoi bizzarri amici.